# Cambridge Computers Z 88
Cambridge Computers Z 88 (Z 88) је био преносиви рачунар, производ фирме Cambridge Computers који је почео да се израђује у Уједињеном Краљевству током 1988. године.
Користио је CMOS Z80A као централни микропроцесор а RAM меморија рачунара Z 88 је имала капацитет од 32 KB, 128 KB или 512 KB зависно од модела (Z88 може адресирати до 4Mb меморије, подијељене у 256 локација са 16K свака). 
Као оперативни систем коришћен је OZ.

## Детаљни подаци
Детаљнији подаци о рачунару Z 88 су дати у табели испод.
|                       | |
| [ 1 ]                 | |
| Произвођач            | |
| Тип                   | преносиви рачунар |
| Меморија              | 32 KB, 128 или 512 зависно од модела (Z88 може адресирати до 4Mb меморије, подијељене у 256 локација са 16K свака)                                                                        |
| Поријекло             | Уједињено Краљевство |
| Година                | 1988 |
| Тастатура             | 64 тастера, гумена тастатура, QWERTY, са размаком пуне ширине. |
| Процесор              | |
| Фреквенција процесора | 3,2768 |
| RAM                   | 32 KB, 128 или 512 зависно од модела (Z88 може адресирати до 4Mb меморије, подијељене у 256 локација са 16K свака)                                                                        |
| ROM                   | 128 (све до 1 MB) |
| Текст                 | 104 знака x 8 линија |
| Графика               | 640 x 64 (екран обично подијељен на текст са све до 104x8 знакова на лијевој страни и графику са све до 256x64 пиксела (десно). Уз то постоји 16x64 пиксела статус прозор на крају десно) |
| Боја                  | 3 нијанси сиве боје |
| Звук                  | мали звучник, за аларм. |
| Димензије             | A4 величина (294mm x 210mm x 23mm). Тежина 900 g. |
| Портови               | |
| Оперативни систем     | |